# Malcolm Morley (Maler)
Malcolm Morley (* 7. Juni 1931 in London; † 2. Juni 2018 in New York City) war ein englisch-amerikanischer Maler, der sich vom Fotorealismus zu sozialkritischer Malerei hin entwickelte.

## Leben
Malcolm Morley gilt als einer der frühesten Vertreter des Superrealismus, der sich in den 1960er Jahren
als Gegenpol zur Pop Art entwickelte. Im Laufe seiner bedeutenden Karriere widersetzte sich Morley einer stilistischen Charakterisierung und bewegte sich abwechselnd zwischen abstrakter, realistischer, neoromantischer und neoexpressionistischer Malerei, wobei er immer auf seine eigenen biografischen Erfahrungen Bezug nahm. Morley studierte am Camberwell College of Arts und am Royal College of Art.
Im Laufe seines Lebens hatte Morley zahlreiche Retrospektiven, die von Institutionen wie der Whitechapel Art Gallery, London (1983), dem Museum of Contemporary Art (Chicago) (1983), dem Brooklyn Museum, New York (1984), der Tate Liverpool (1991) und der Kunsthalle Basel (1991); dem Bonnefantenmuseum, Maastricht (1992); dem Musée National d’Art Moderne, Centre Pompidou, Paris (1993); der Fundación La Caixa, Madrid (1995); dem Astrup Fearnley Museet, Oslo (1995); der Hayward Gallery, London (2001) und der Hall Art Foundation, Vermont (2019) veranstaltet wurden.
Morley hat an zahlreichen internationalen Ausstellungen teilgenommen, darunter der Documenta 5 (1972) und der Documenta 6 (1977), und wurde 1984 mit dem ersten Turner Prize ausgezeichnet. Seine Werke sind in bedeutenden öffentlichen Sammlungen wie dem Whitney Museum of American Art und dem Museum of Modern Art, New York, der Tate Gallery of Modern Art, London, der Sammlung Frieder Burda, Baden-Baden, dem Bonnefantenmuseum, Maastricht, dem Musée National d’Art Moderne, Centre Pompidou, Paris, dem Ludwig Museum, Köln und dem Museo Reina Sofía, Madrid, vertreten.

## Ausstellungen
- 1964 Kornblee, New York, USA
- 1972 und 77 Documenta 5 und Documenta 6, Kassel, Deutschland
- 1983 Kunsthalle, Basel; Museum Boymans van Beuningen, Rotterdam; Whitechapel Art Gallery, London;
- 1991 Bonnefantum Museum, Maastricht: ""Malcolm Morley: Watercolour"; Kunsthalle Basel; Tate Gallery
- 1994 Baumgartner Galleries, Washington, DC; Daniel Weinberg Gallery, San Francisco
- 1998 Galleria d’Arte Emilio Mazzoli, Modena / Italien
- 1999 Sperone Westwater, New York
- 2001 Royal Festival Hall – Hayward Gallery, London
- 2002 Musée d´Art Moderne et Contemporain, Genf
- 2012: Parrish Art Museum, Water Mill, NY, USA, Malcolm Morley: Painting, Paper, Process.

## Auszeichnungen
- 1984: Gewinner des Turner Prize
- 1994: Wahl zum Mitglied (NA) der National Academy of Design[2]
- 2009: Aufnahme in die American Academy of Arts and Sciences
- 2011: Aufnahme in die American Academy of Arts and Letters[3]